# 榊原政永
榊原 政永（さかきばら まさなが）は、江戸時代中期の大名。越後国高田藩の初代藩主。官位は従四位下・侍従、右京大夫。榊原家9代当主。ただし、本来の初代藩主・9代当主であった異母兄の榊原政純の身代わりとして擁立され、公式には同一人物とされた。

## 生涯
元文元年（1736年）6月1日、姫路藩主・榊原政岑の次男として誕生。生母は坂田氏。幼名は富次郎。初名は政従。その後、政純（異母兄の名）、忠宝、政次、政一、政永（隠居後）と改名する。
寛保元年（1741年）、政岑は8代将軍・徳川吉宗から強制隠居と蟄居を命じられ、家督は嫡男・小平太政純が継いだが、さらに姫路から高田へ転封となった。政岑は寛保3年（1743年）に没した。
延享元年（1744年）12月11日、小平太政純が病死した。小平太は兄とはいえ富次郎とは1歳しか違わず、当時数え10歳であった。幼少のため将軍御目見も果たしておらず、世継も定めていなかった。末期養子が認められる年齢でもなかったため、榊原家は幕閣から内密の了承を得て、異母弟の富次郎政従を小平太政純とすり替えることにした。
寛延3年（1750年）10月1日、富次郎は小平太政純として9代将軍・徳川家重に御目見した。同年12月18日、従五位下・式部大輔に叙任する。以降、宝暦4年（1754年）従四位下、天明4年（1784年）侍従、寛政元年（1789年）右京大夫と官位を重ねた。
寛政元年（1789年）5月10日に隠居し、跡を次男・政敦に譲る。隠居後、右京大夫を称する。文化4年12月29日（1808年1月26日）死去。

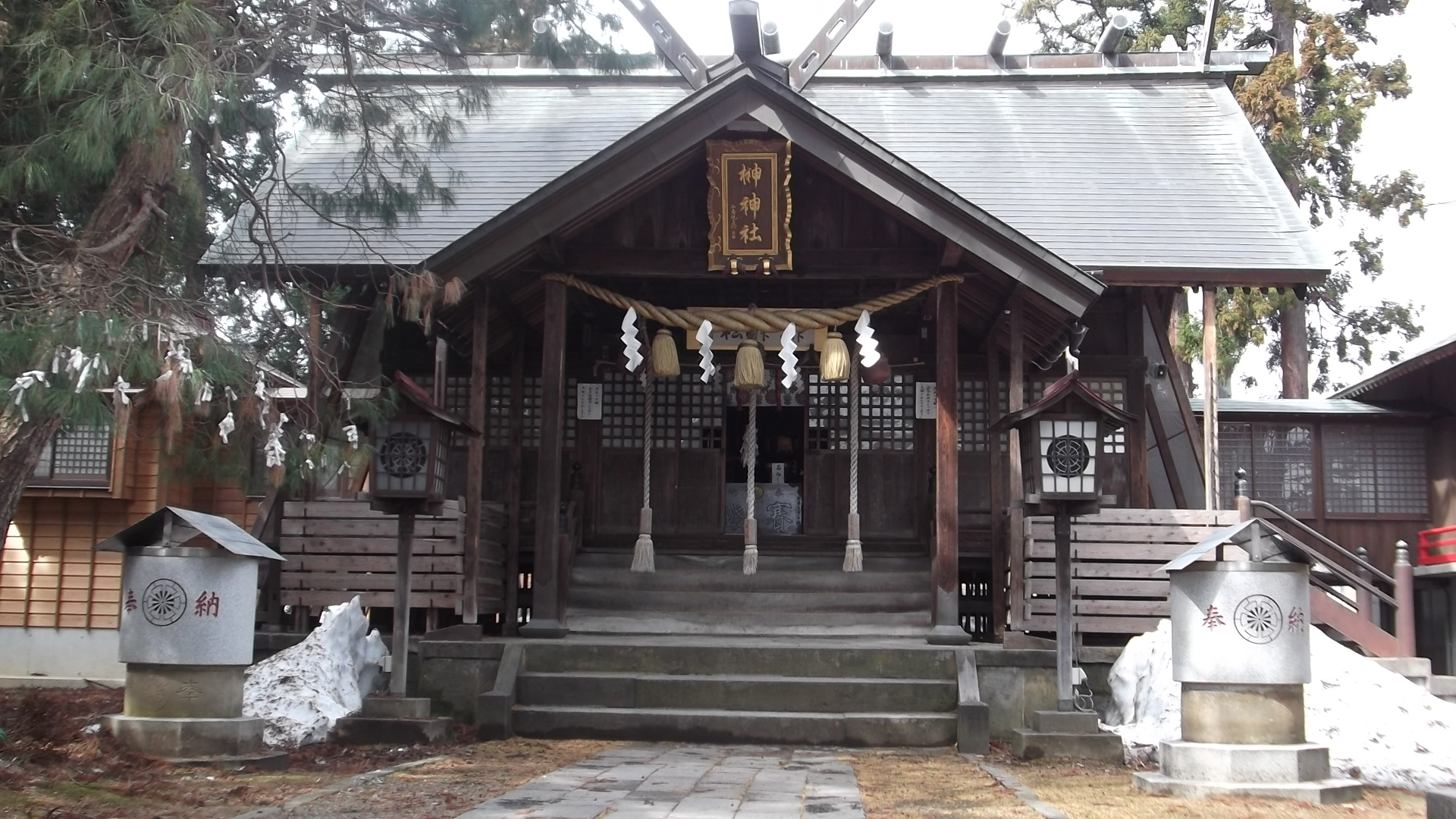
越後高田藩主・榊原家を祀る榊神社（新潟県上越市）

## 逸話
政永には能楽趣味があり、家臣や領民を城内に招いて見せたが、見せられた側は辟易していたという話がある。

## 年表
- 1735年（享保20年）12月11日 - 小平太、生誕。
- 1736年（元文元年）6月1日 - 富次郎、生誕。
- 1741年（寛保元年） - 小平太、家督相続（10月13日）、高田に国替（11月1日）。
- 1744年（延享元年）12月11日、小平太政純、病死。富次郎がすり替わる。
- 1789年（寛政元年） - 隠居。
- 1807年（文化4年） - 死去、享年73。

## 官位位階
- 1750年（寛延3年） - 従五位下式部大輔。
- 1754年（宝暦4年） - 従四位下。
- 1784年（天明4年） - 侍従。
- 1789年（寛政元年） - 右京大夫。

## 系譜
父母
- 榊原政岑（父）
- 坂田氏（母） - 側室

正室
- 園 - 堀田正亮の娘

子女
- （長男）
- 榊原政敦（次男） 生母は園
- 榊原政晨（三男）
- 榊原政億（四男）
- 榊原政成（五男）
- 榊原職序（八男） - 榊原職武の養子
- 稲垣長続（十男） - 稲垣長以の養子
- 京極高貞（十二男）
- 大久保政敏（十三男）
- 亀姫、のち幸姫、瑤津院 - 黒田治之正室
- 喜連川彭氏正室
- 内藤正弘正室

## 家臣
- 岡部八左衛門 - 剣術家